# Spring Green (Wisconsin)
Spring Green es una villa ubicada en el condado de Sauk en el estado estadounidense de Wisconsin. En el Censo de 2010 tenía una población de 1.628 habitantes y una densidad poblacional de 348,43 personas por km².

## Geografía
Spring Green se encuentra ubicada en las coordenadas 43°10′40″N 90°4′11″O / 43.17778, -90.06972. Según la Oficina del Censo de los Estados Unidos, Spring Green tiene una superficie total de 4.67 km², de la cual 4.67 km² corresponden a tierra firme y (0%) 0 km² es agua.

## Demografía
Según el censo de 2010, había 1.628 personas residiendo en Spring Green. La densidad de población era de 348,43 hab./km². De los 1.628 habitantes, Spring Green estaba compuesto por el 97.54% blancos, el 0.55% eran afroamericanos, el 0.18% eran amerindios, el 0.06% eran asiáticos, el 0% eran isleños del Pacífico, el 0.06% eran de otras razas y el 1.6% pertenecían a dos o más razas. Del total de la población el 0.8% eran hispanos o latinos de cualquier raza.